# Konformism

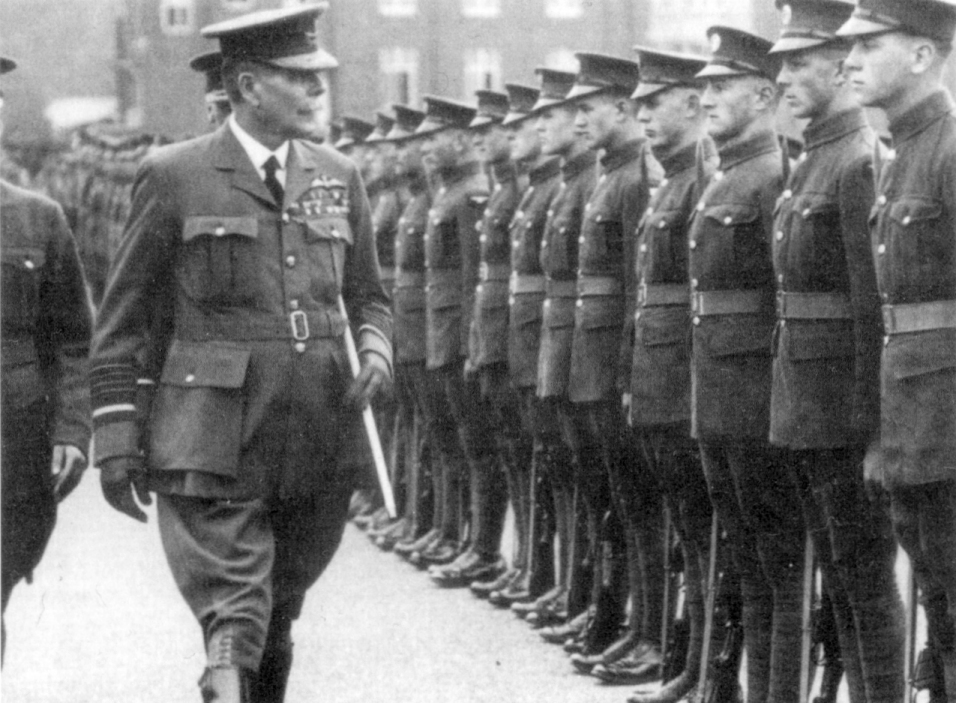
Lord Trenchard inspekterar konformt klädd trupp

Konformism innebär rättning efter omgivningens normer och regler och svårigheten att hävda en avvikande åsikt. Jantelagen är exempel på ett regelsystem som syftar till konformism.
Motsatsen till konformism kallas nonkonformism, vilket betecknar självständighet, originalitet eller excentricitet. Ett nonkonformt beteende betecknar ett avvikande beteende och i vissa fall antisocialt beteende.